# Loretta
Loretta (originaltitel: Coal Miner's Daughter) är en amerikansk dramafilm från 1980, i regi av Michael Apted. Filmen är baserad på countrysångerskan Loretta Lynns självbiografi och hennes uppväxt i Kentucky. Lynn spelas av Sissy Spacek, som blev Oscarbelönad för sin insats.

## Handling
Loretta Webb bor med sina föräldrar och syskon i Butcher Hollow, Kentucky där fadern (Levon Helm) arbetar i kolgruvan. Loretta förälskar sig i den något äldre Doolittle Lynn (Tommy Lee Jones) och de gifter sig. Äktenskapet är inte problemfritt men de bildar snart familj. Maken, som tycker om att höra Loretta sjunga för barnen, köper en gitarr till henne och efter en tid når hon, med sin make som manager, framgångar med sin sång Honky Tonk Girl. I Nashville får hon uppträda på Grand Ole Opry och blir snart vän med Patsy Cline (Beverly D'Angelo). Clines död i en flygolycka tar hårt på henne och hennes hektiska arbete som countrystjärna och mamma leder till stress och ett nervöst sammanbrott. 

## Om filmen
Loretta Lynn valde Spacek till filmens huvudroll. Spacek sjunger Loretta Lynns låtar i filmen och nominerades till en Grammy Award. Även Beverly D'Angelo sjunger i filmen. Filmens soundtrack släpptes på skiva.
Spacek belönades med bland annat en Oscar och en Golden Globe. Filmen var Oscarsnominerad i ytterligare kategorier, bland annat "Bästa film". Även Tommy Lee Jones och Beverly D'Angelo Golden Globe-nominerades.

## Rollista i urval
- Sissy Spacek - Loretta Lynn
- Tommy Lee Jones - Doolittle Lynn
- Beverly D'Angelo - Patsy Cline
- Levon Helm - Ted Webb, Lorettas far
- Phyllis Boyens - Clara Ramey Webb, Lorettas mor
- Bob Hannah - Charlie Dick
- William Sanderson - Lee Dollarhide
- Ernest Tubb - sig själv
- Roy Acuff - sig själv
- Minnie Pearl - sig själv